# 索姆河畔布赖
索姆河畔布赖（法語：Bray-sur-Somme，法語發音：[bʁɛ syʁ sɔm]）是法国上法蘭西大區索姆省的一个市镇，属于佩罗讷区。

## 地理
索姆河畔布赖（49°56'25"N, 2°43'3"E）面积16.81 平方千米，位于法国上法蘭西大區索姆省，该省份为法国北部沿海省份，北起加来海峡省和北部省，西接滨海塞纳省和大西洋英吉利海峡，南至瓦兹省，东临埃纳省。
与索姆河畔布赖接壤的市镇（或旧市镇、城区）包括：卡尔努瓦-马梅、拉讷维尔莱布赖、卡皮、弗里库尔、梅欧尔特、苏珊、埃蒂南-梅里库尔。

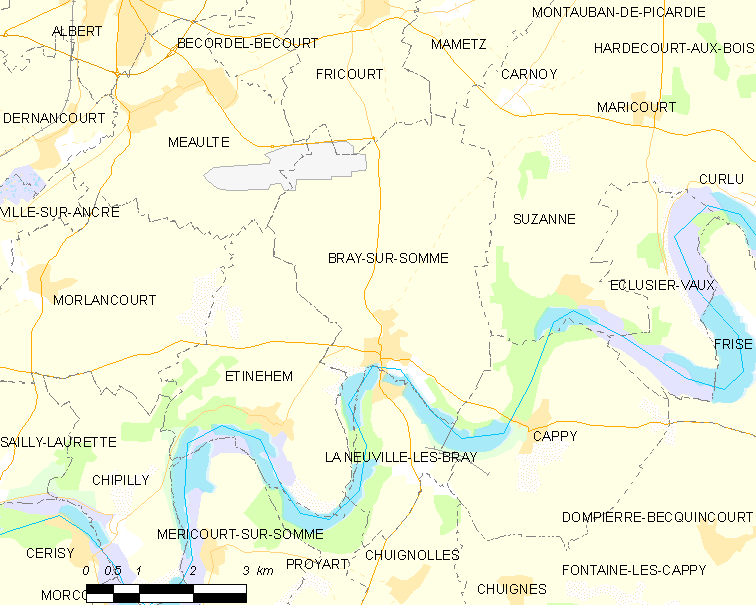
索姆河畔布赖的OSM定位图

索姆河畔布赖的时区为UTC+01:00、UTC+02:00（夏令时）。

## 行政
索姆河畔布赖的邮政编码为80340，INSEE市镇编码为80136。

## 政治
索姆河畔布赖所属的省级选区为阿尔贝县。

## 人口

1962-2008年间索姆河畔布赖人口变化图示

索姆河畔布赖于2022年1月1日时的人口数量为1191人。